# Oskar Svärd
Oskar Svärd (ur. 19 września 1976 r. w Tvärred) – szwedzki biegacz narciarski, zawodnik klubu Försvarets SK.

## Kariera
Po raz pierwszy na arenie międzynarodowej Oskar Svärd pojawił się 21 listopada 1999 roku w zawodach FIS Race w szwedzkiej miejscowości Kiruna, gdzie zajął 42. miejsce w biegu na 10 km techniką klasyczną. W Pucharze Świata zadebiutował 25 stycznia 2004 roku w Val di Fiemme, nie kończąc biegu na dystansie 70 km klasykiem. Pierwsze pucharowe punkty zdobył kilka dni później w Sztokholmie, zajmując 28. miejsce w sprincie stylem klasycznym. W klasyfikacji generalnej sezonu 2003/2004 zajął ostatecznie 145. miejsce. Jak dotąd najlepsze wyniki w Pucharze Świata osiągnął w sezonie 2005/2006, który ukończył na 89. pozycji w klasyfikacji generalnej. Nie stał na podium zawodów Pucharu Świata. Nigdy nie też startował na igrzyskach olimpijskich ani mistrzostwach świata.
Svärd startuje głównie w zawodach FIS Marathon Cup, w których 17 razy stawał na podium, przy czym ośmiokrotnie zwyciężał. Pierwszy triumf odniósł 12 stycznia 2003 roku, kiedy zwyciężył w czeskim maratonie Jizerská Padesátka. Trzykrotnie zwyciężył w Biegu Wazów w latach 2003, 2005 i 2007. W klasyfikacji generalnej najlepiej wypadł w sezonie 2009/2010, który ukończył na drugiej pozycji.

## Osiągnięcia

### Puchar Świata

#### Miejsca w klasyfikacji generalnej
- sezon 2003/2004: 145.
- sezon 2005/2006: 89.

#### Miejsca na podium w zawodach chronologicznie
Svärd nigdy nie stał na podium indywidualnych zawodów Pucharu Świata.

### FIS Marathon Cup

#### Miejsca w klasyfikacji generalnej
- sezon 2000/2001: 6.
- sezon 2001/2002: 13.
- sezon 2002/2003: 4.
- sezon 2003/2004: 11.
- sezon 2004/2005: 5.
- sezon 2006/2007: 4.
- sezon 2007/2008: 6.
- sezon 2008/2009: 13.
- sezon 2009/2010: 2.
- sezon 2010/2011: 4.
- sezon 2011/2012: 59.
- sezon 2012/2013: 70.

#### Miejsca na podium
| Nr  | Dzień       | Rok  | Zawody             | Dystans                 | Czas biegu  | Strata      | Pozycja | Zwycięzca       |
| --- | ----------- | ---- | ------------------ | ----------------------- | ----------- | ----------- | ------- | --------------- |
| 1.  | marzec      | 2000 | Vasaloppet         | 90 km stylem klasycznym | 4:14:38 h   | +4:39 min   | 2.      | Raul Olle       |
| 2.  | 10 lutego   | 2001 | Finlandia-hiihto   | 50 km stylem klasycznym | 2:10:46 h   | +10 s       | 3.      | Stanislav Řezáč |
| 3.  | 3 marca     | 2002 | Vasaloppet         | 90 km stylem klasycznym | 3:58:23 h   | +1:15 min   | 3.      | Daniel Tynell   |
| 4.  | 12 stycznia | 2003 | Jizerská Padesátka | 54 km stylem klasycznym | 2:10:08.0 h | -           | 1.      | -               |
| 5.  | 26 stycznia | 2003 | Marcialonga        | 70 km stylem klasycznym | 2:25:52.0 h | +37.0 s     | 3.      | Jørgen Aukland  |
| 6.  | 9 lutego    | 2003 | Tartu Maraton      | 63 km stylem klasycznym | 2:50:31.1 h | +12.9 s     | 3.      | Jørgen Aukland  |
| 7.  | 2 marca     | 2003 | Vasaloppet         | 90 km stylem klasycznym | 3:58:23.0 h | -           | 1.      | -               |
| 8.  | 11 stycznia | 2004 | Jizerská Padesátka | 50 km stylem klasycznym | 2:11:26.0 h | -           | 1.      | -               |
| 9.  | 6 lutego    | 2005 | König-Ludwig-Lauf  | 55 km stylem klasycznym | 2:18:01.2 h | +0.7 s      | 3.      | Stanislav Řezáč |
| 10. | 6 marca     | 2005 | Vasaloppet         | 90 km stylem klasycznym | 3:51:47.0 h | -           | 1.      | -               |
| 11. | 4 marca     | 2007 | Vasaloppet         | 90 km stylem klasycznym | 4:43:40.0 h | -           | 1.      | -               |
| 12. | 13 stycznia | 2008 | Jizerská Padesátka | 50 km stylem klasycznym | 2:12:32.2 h | +25.2 s     | 2.      | Anders Aukland  |
| 13. | 10 stycznia | 2010 | Jizerská Padesátka | 50 km stylem klasycznym | 2:14:39.6 h | -           | 1.      | -               |
| 14. | 31 stycznia | 2010 | Tartu Maraton      | 63 km stylem klasycznym | 3:02:28.0 h | -           | 1.      | -               |
| 15. | 21 lutego   | 2010 | Marcialonga        | 70 km stylem klasycznym | 2:59:41.0 h | +1.0 s      | 2.      | Anders Aukland  |
| 16. | 9 stycznia  | 2011 | Jizerská Padesátka | 50 km stylem klasycznym | 2:05:40.4 h | +1:50.5 min | 2.      | Anders Aukland  |
| 17. | 30 stycznia | 2011 | Marcialonga        | 70 km stylem klasycznym | 2:49:10.1 h | +27.9 s     | 2.      | Jerry Ahrlin    |
| 18. | 6 lutego    | 2011 | König-Ludwig-Lauf  | 42 km stylem klasycznym | 1:38:56.9 h | +1.3 s      | 3.      | Jerry Ahrlin    |
| 19. | 26 lutego   | 2011 | Finlandia-hiihto   | 50 km stylem klasycznym | 2:21:14.3 h | -           | 1.      | -               |